# ژولین بون‌تام
ژولین بون‌تام (فرانسوی: Julien Bontemps‎؛ زادهٔ ۱ ژوئن ۱۹۷۹) قایقران قایق بادبانی اهل فرانسه است.